# 范五老
范五老（越南语：／；1255年—1320年），越南陳朝將領。歷仕陳仁宗、陳英宗、陳明宗三朝。他的才能為興道王陳國峻所讚賞，陳國峻將自己的義女嫁給了范五老，使他成為外戚的一員。
作為將軍，范五老的戰績突出；他尚未成為陳朝外戚時，曾在陳朝第二次和第三次抗元戰爭中發揮重要作用。在元越戰爭之後，范五老又先後參加過多次戰役，這些戰役大多數以勝利告終。如今越南人依舊把他視作越南歷史上少有的傑出軍事家之一。胡志明市也有一條街以他的名字命名。

## 背景
根據《大越史記全書》記載，范五老於1255年出生在上洪唐豪扶雍（今興安省恩施縣）。20歲時，興道王陳國峻發現了他的才能，將義女嫁給了他，並傳授給他一些用兵之道，使他成為了一位優秀的將軍。隨後陳國峻將他推薦給了陳仁宗。1290年5月，仁宗任命范五老管理右衛聖翊軍。

## 歷史

### 蒙古兩次入侵期間
1279年，元朝在崖山海戰中擊敗宋朝，標誌著宋朝的滅亡和忽必烈統治整個中國的開始。此後，忽必烈試圖入侵南方的大越（陳朝）和占城。1284年12月，忽必烈之子鎮南王脫歡率領元軍入侵大越，標誌著第二次蒙越戰爭的開始。大越受到了兩面夾擊：一方面，脫歡率領步兵入侵陳朝的北部；元將唆都則率水軍入侵陳朝南面的占城國。在這次戰爭中，范五老參加了不少戰役。在章陽之役中，范五老與陳光啓、陳國瓚一起，於陰曆五月十日擊敗了唆都的艦隊；陳仲金5月20日的萬劫之役中，隨陳國峻擊敗了元軍。這些決定性的勝利迫使脫歡在一個月之後決定撤軍。
1287年，元朝第三次入侵陳朝。元軍於1288年的陰曆3月8日在白藤江遭到毀滅性打擊。白藤江之戰後，范五老伏擊撤退中的元軍，殺死脫歡的護衛將領李恒。由於這次戰功，范五老成為了管右衛聖翊軍的將領。

### 戰後
在戰後的和平時期裡，范五老繼續在陳朝的軍事舞臺上扮演重要的角色。1294年8月，上皇仁宗親征哀牢。先鋒官忠誠王被哀牢圍困，范五老率軍援助，擊敗哀牢。仁宗因此賜予范五老金符。1297年，范五老再次擊敗哀牢，因此於次年升為右金吾衛大將軍。此後，范五老又數次在對西部和南部邊境一帶的戰爭中取得勝利。例如在1301年在芒枚地區大敗哀牢，1318年擊敗占城。范五老也在1302年鎮壓過陳朝境內的叛亂。由於有如此多的戰功，范五老成為殿帥大將軍，並且被列為陳朝皇室的一員。此外，范五老也是明憲王陳蔚（Minh Hiến Vương Trần Uất，陳太宗的兒子）的朋友，曾多次幫助陳蔚。
1320年11月，范五老在昇龍的檳榔園逝世，時年66歲。陳英宗罷朝五日，以示尊敬。

## 詩作
范五老不僅擅于指揮作戰，也擅於賦詩。以下錄其詩作一首：
|  | 橫槊江山恰幾秋，三軍貔虎氣吞牛。男兒未了功名債，羞聽人間說武侯。 |

## 後世評價和尊崇

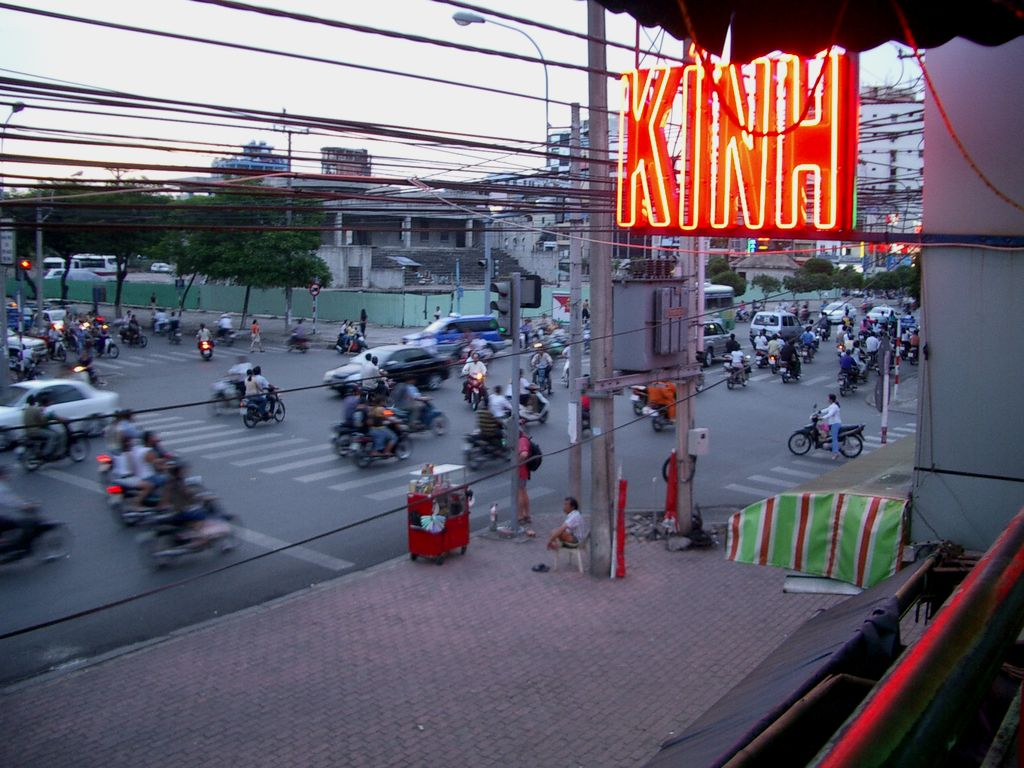
胡志明市的范五老街

- 吳士連評價范五老：嘗觀陳家名將，如興道王之學形于檄文，范殿帥之學見於詩句。非特專武，而用兵之精，戰勝攻取，古人無出其右。黎輔陳之勇冠三軍，單騎出入虜陣，臨機制變，扞主於難，而其文學足以教導儲宮。則陳氏之用人，固隨其才，而委任耳。至於天屬（天屬即天武軍），則禁不與入學，倘文武全才生於其間，不為拘滯耶。[1]
- 現在越南有不少城市存在以范五老名字命名的街道。[14]例如河內[15]和胡志明市都有一條范五老街。
- 范五老被後世越南人尊為「聖范」（Saint Phạm / Đức thánh Phạm），在越南數個宗教中被尊為神祇。[16]他的故鄉扶雍村每年都會舉行活動，以紀念范五老的功績。[17]

## 腳註
1. 1 2 3 4  《大越史記全書·本紀卷之六·陳紀·英宗》壬子二十年（1312年）夏五月
2. ↑  《大越史記全書·本紀卷之六·陳紀·仁宗》庚寅六年（1290年）五月二十五日：以下品奉御范五老管右衛聖翊軍。
3. ↑  Chapuis 1995，第83頁
4. 1 2  陳仲金 1971，第59頁
5. ↑  陳仲金 1971，第62頁
6. ↑  陳仲金 1971，第63頁
7. ↑  Chapuis 1995，第88頁
8. ↑  《大越史記全書·本紀卷之六·陳紀·英宗》甲午興隆二年（1294年）：八月，上皇親征哀牢，生擒人畜不可勝數。是役也，忠誠王（缺名）為前鋒，哀牢圍之。范五老引軍奄至，遂解圍。因縱兵逆戰，敗之。賜五老金符。
9. ↑  《大越史記全書·本紀卷之六·陳紀·英宗》丁酉五年（1297年）春二月：哀牢侵撞龍江，范五老擊破之，復其故地。賜范五老雲符。
10. ↑  《大越史記全書·本紀卷之六·陳紀·英宗》戊戌六年（1298年）冬十月：以范五老為右金吾衛大將軍。
11. ↑  《大越史記全書·本紀卷之六·陳紀·英宗》辛丑九年（1301年）三月：哀牢寇沱江，遣范五老擊之，遇於芒枚。接戰，擒獲甚眾。拜五老為親衛大將軍，賜龜符。
12. ↑  《大越史記全書·本紀卷之六·陳紀·英宗》戊午五年（1318年）秋八月十九日：遣惠武大王國瑱征占城，李家族將孝肅侯李必見陣前死之。管天武軍范五老縱兵擊其後，賊敗走，擒獲甚眾。拜五老關內侯，賜飛魚符，仍官其子
13. ↑  《大越史記全書·本紀卷之六·陳紀·英宗》庚申七年（1320年）十一月
14. ↑  . Periplus Travel Maps. 2002–03. ISBN 0-7946-0070-0.
15. ↑  . Vietnamnet.vn. 2007-08-24  [2009-11-27]. （原始内容存档于2009-08-03）.
16. ↑  Karen Fjelstad, Nguyễn Thị Hiền. . SEAP Publications. 1996: 36. ISBN 0877271410.
17. ↑  Guillaume, Xavier. . Editions Publibook. : 179. ISBN 2748316479 （法语）.